# کوه سرهنگی
کوه سرهنگی یک اندیس فلزی است که در حوالی شهر ازبک کوه استان خراسان قرار دارد و مادهٔ معدنی موجود در آن، مس است.سنگ میزبان این اندیس آهک است  در این اندیس، پاراژنز‌های پیریت یافت می‌شوند.